# Bad Asses
Bad Asses (bra: Bad Ass 2: Ação em Dobro) é um filme de drama de ação, produzido nos Estados Unidos em 2014.
É a sequência do filme Bad Ass, de 2012. Está na direção o mesmo diretor do longa anterior, Craig Moss. O filme foi lançado nos cinemas dos Estados Unidos em 17 de fevereiro de 2014.

## Sinopse
Frank Vega, um ex-combatente da Guerra do Vietnã, agora dirige um centro comunitário no leste de Los Angeles, onde treina jovens boxeadores para sobreviver dentro e fora do ringue. Mas quando seu melhor aluno aparece morto, ele se junta ao seu velho amigo Bernie para tomar providências com as próprias mãos e buscar a boa e velha justiça.

## Elenco
- Danny Trejo.... Frank Vega
- Danny Glover.... Bernie Pope
- Andrew Divoff....Leandro Herrera
- Alexsandr Kulikovskiy....Rosaria Parkes
- Leon Thomas III.... Tucson